# Глорія ЧФР (Галац)
«Глорія ЧФР» (Галац) (рум. Gloria CFR Galați) — колишній румунський професіональний футбольний клуб з міста Галац на південному сході Румунії, заснований 1932 року. У 1970 році припинив своє існування, об'єднавшись з «Оцелулом».

## Історія
Клуб був заснований в 1932 році як спортивний клуб румунської залізничної компанії Căile Ferate Române (CFR) під назвою «Глорія ЧФР» (Галац). На початку клуб грав на регіональному рівні, а в 1936 році став співзасновником третього румунського дивізіону — Дивізії С. За підсумками першого ж сезону клуб вийшов до Дивізії Б, а 1939 року зумів вийти і до найвищої ліги Румунії, Дивізії A. Там «Глорія» провела два сезони, посівши 10 (з 12) та 11 (з 13) місце відповідно, поки 1941 року її участь не була перервана через Другу світову війну.
1946 року, після відновлення чемпіонату, Румунія повернула до свого складу велику територію Північної Трансильванії після скасування Другого Віденського арбітражу і команди з міста Клуж з нового регіону замінили «Глорію» в еліті. «Глорія» ж змушена була грати плей-оф за право участі у вищому дивізіоні з клубом «Прахова», (Плоєшті), в якому програла (0:3, 1:2) була включена до Дивізії Б.
В результаті протягом 1946—1951 років клуб виступав у Дивізії Б і за цей час двічі змінював свою назву, спочатку на «ЧФР Галац» (ісп. CFR Galați) у 1948 році, а потім на «Локомотіва» (англ. Locomotiva Galați) у 1950. У 1951 році клуб вилетів з другого дивізіону, куди повернувся в 1955 році, щоб вилетіти знову наприкінці сезону 1955/56.
Згодом команда, яка у 1957 році повернула історичну назву «Глорія ЧФР», а з 1958 року називалась «ЧСМ Галац» (англ. CSM Galați) в основному брала участь в матчах на регіональному рівні. Частково це було пов'язано з тим, що Дивізія C проводилась регулярно лише з 1963 року, а частково тому, що клуб не міг отримати право на виступи у третьому загальнонаціональному дивізіоні.
Після того, як клуб в середині 1960-х знову повернув назву «Глорія ЧФР», він повернувся до Дивізії C у 1966 році, де виступав наступні чотири роки і 1970 року об'єднався з іншою місцевою командою «Оцелул» у єдиний клуб «Галац» і зайняв місце «Оцелула» в Дивізії Б, другому дивізіоні країни.

## Досягнення
Ліга I :
- Найкраща позиція: 10 (1939-40)

Ліга II :
- Переможець (1): 1938–39

Ліга III :
- Друге місце (1): 1936–37

## Статистика виступів у вищому дивізіоні
| Сезон   | М  | І  | В | Н | П  | ГЗ | ГП | РГ  | О  |
| ------- | -- | -- | - | - | -- | -- | -- | --- | -- |
| 1939-30 | 10 | 22 | 8 | 1 | 13 | 27 | 59 | -32 | 17 |
| 1940-41 | 12 | 24 | 5 | 6 | 13 | 27 | 41 | -14 | 16 |